# Chery eQ1
Chery eQ1 — городской электромобиль, выпускаемый китайской компанией Chery с 2016 года.

## Описание
Изначально планировалось, что автомобиль будет называться Chery @ant, однако в 2016 году стало известно, что автомобиль получит название Chery eQ1, аналогично Chery eQ. В 2017 году автомобилю был присвоен индекс Chery S51 EV.
Chery eQ1 оснащается синхронными электродвигателями мощностью 30 кВт (40 л. с.) и крутящим моментом 120 Н⋅м. Максимальная скорость ограничена до 100 км/ч. На момент запуска производства цены варьировались от 49 800 до 99 800 юаней.
До 2019 года ёмкость аккумулятора составляла 30,6 кВт⋅ч, а с 2019 года — 38 кВт⋅ч. По стандартам EPA и NEDC запас хода составляет 200—301 км. От 30% до 80% автомобиль заряжается за 30—50 минут. С помощью зарядного устройства ёмкостью 6,6 кВт автомобиль заряжается за 5—7 часов.

## Галерея
- Вид сзади
- Вид сбоку